# Oloví (nádraží)
Oloví je dopravna D3 (někdejší železniční stanice) ve čtvrti Hory v městě Oloví v okrese Sokolov v Karlovarském kraji ležící nedaleko řeky Svatavy. Leží na neelektrizované jednokolejné trati Sokolov–Zwotental.

## Historie

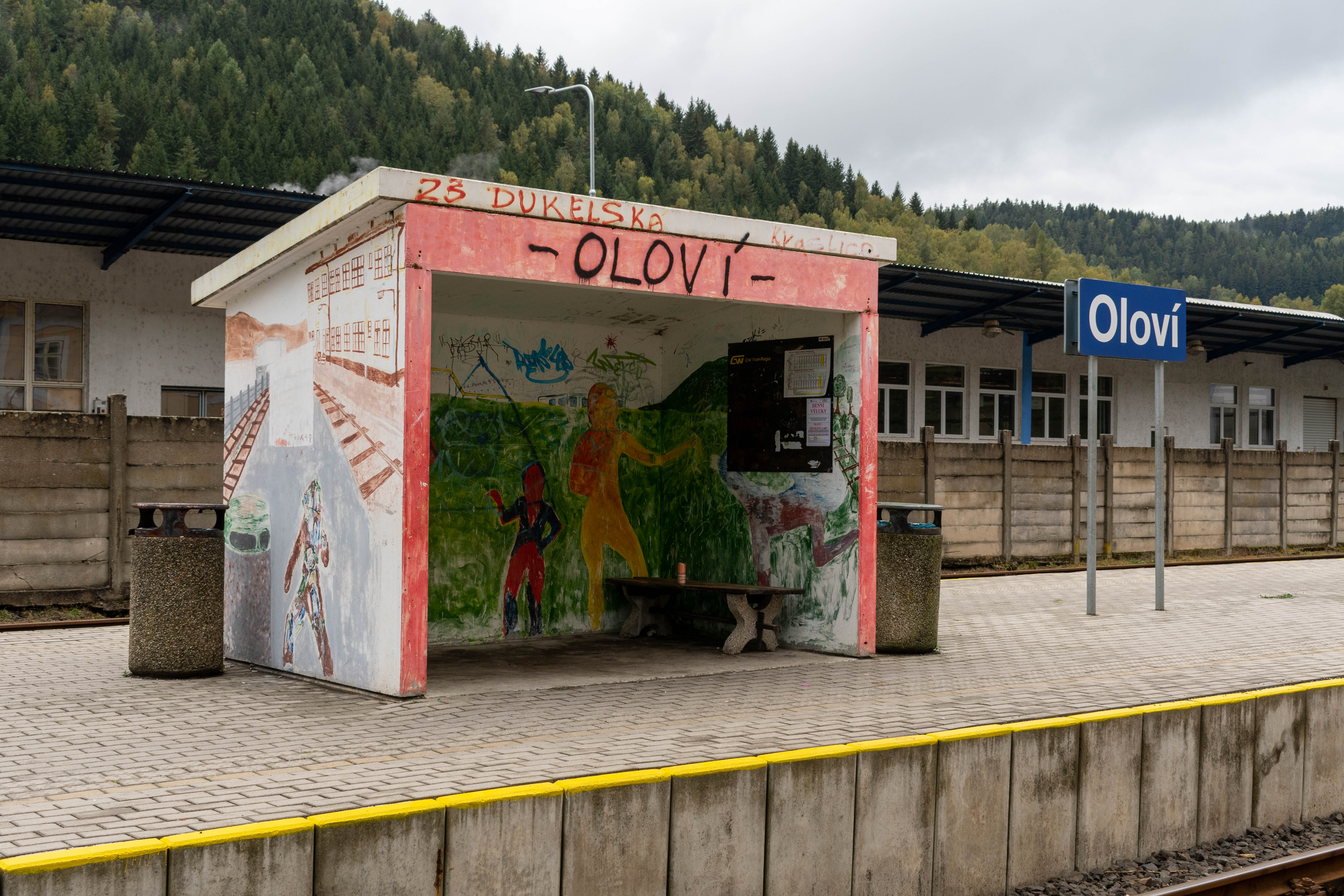
Pohled na nástupiště s přístřeškem

V souvislosti s výstavbou nádraží v Sokolově v roce 1870 započala Buštěhradská dráha v následujících letech výstavbu tratě podél řeky Svatavy. Trať byla navedena skrze město Oloví, kde bylo vystaveno nádraží.
V roce 1893 byla nedaleko nádraží vyvedena z tratě vlečná dráha do areálu nedaleko postavené sklárny.
Po zestátnění Buštěhradské dráhy v roce 1923 správu stanice převzaly Československé státní dráhy. Po revoluci připadla správa následovníkovi ČSD, tedy Českým drahám, které se však rozhodly, že některé lokální tratě, včetně této, zruší. Přičiněním městského zastupitelstva Kraslic došlo k tomu, že trať zrušena nebyla a naopak ji převzala nově vzniklá soukromá drážní společnost Viamont. Poté, co Viamont zkrachoval, převzala v roce 2011 správu tratě společnost PDV Railway a osobní drážní doprava včetně odbavování cestujících na nádraží připadlo společnosti GW Train Regio. PDV Railway si v budově olovínského nádraží zřídila své pracoviště.
V Oloví není osobní pokladna, cestující jsou odbavováni ve vlaku.